# Sauris erigens
Sauris erigens là một loài bướm đêm trong họ Geometridae.